# هنریک سینکیه‌ویچ
هنریک آدام الکساندر پیوس سینکیه‌ویچ (به لهستانی: Henryk Adam Aleksander Pius Sienkiewicz) (زادهٔ ۵ مه ۱۸۴۶ – درگذشته ۱۶ نوامبر ۱۹۱۶)، روزنامه‌نگار و رمان‌نویس لهستانیِ برندهٔ جایزهٔ ادبی نوبل است.
بنیاد نوبل علت اعطای جایزهٔ نوبل در ادبیات به وی را، «خدمت و شایستگی برجستهٔ وی به عنوان یک نویسندهٔ حماسی» اعلام کرده‌است.

## آثار
- آتش و شمشیر (۱۸۸۴)
- سیلاب (طوفان) (۱۸۸۶)
- پان میشل (۱۸۸۸)
- به دور از تعصب (۱۸۹۱) ترجمه آیین قبادی، انتشارات افراز ۱۳۹۶
- هوس‌های امپراتور (به کجا می‌روی) (۱۸۹۵)این رمان که در لیست ۱۰۰۱ کتاب که باید قبل از مرگ بخوانید قرار دارد، دارای سه ترجمه به فارسی می‌باشد .
  - ۱- حسن شهباز انتشارات امیرکبیر (چاپ اول آن تحت عنوان هوسهای امپراتور سال ۱۳۳۳)
  - ۲- ترجمه و اقتباس بهرام افراسیابی و تحت عنوان هوس‌های امپراتور انتشارات سخن
  - ۳- مهدی علوی انتشارات سمیر.
- بچه‌های خاک (۱۸۹۵)
- تصویری از آمریکا
- با آتش و شمشیر
- طوفان نوح